# Lyonel Trouillot
Pour les articles homonymes, voir Trouillot.

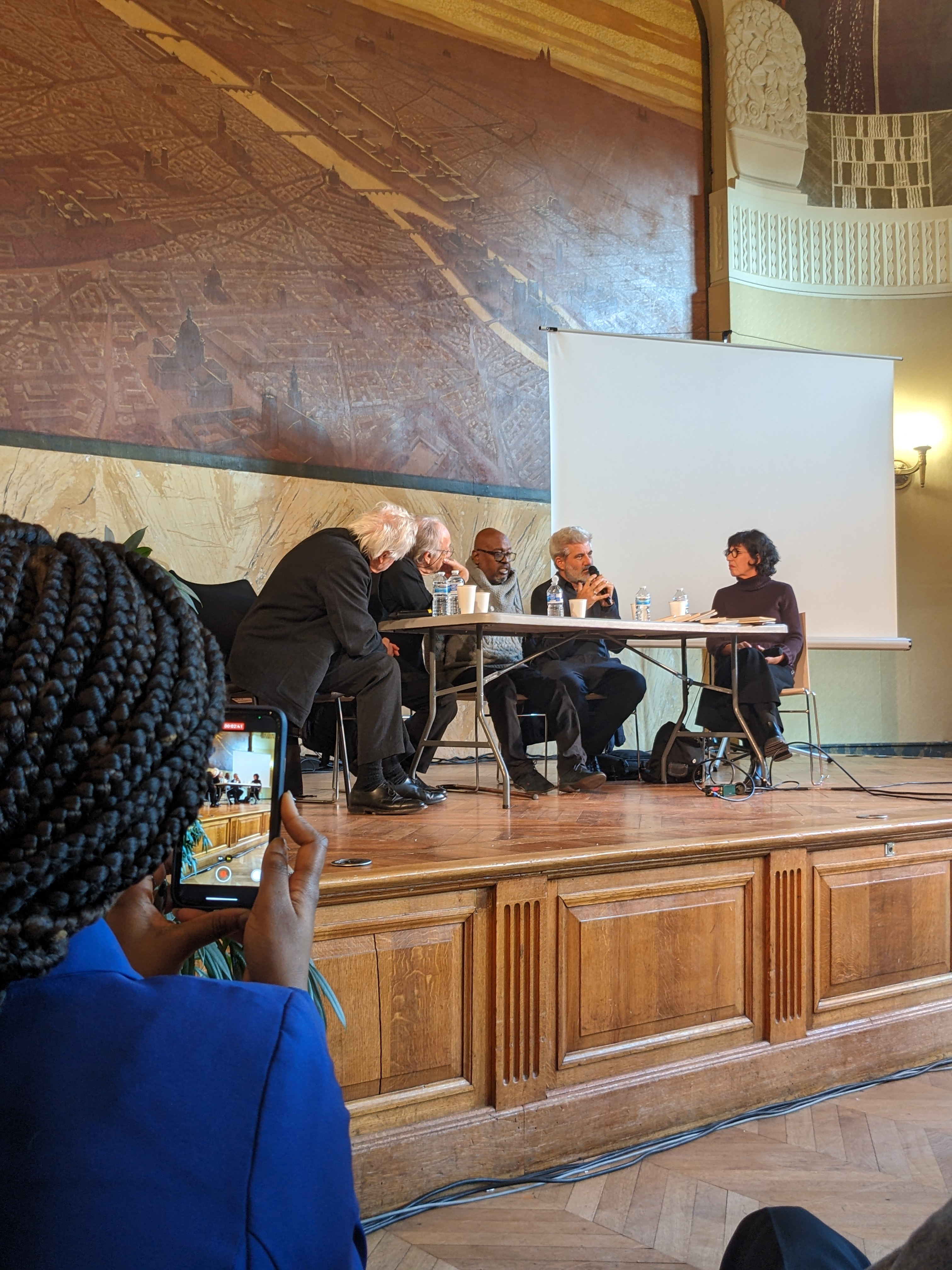
Conférence-débat lors du salon du livre haïtien 2023 avec François Marthouret (de dos), Ernest Pignon-Ernest (de profil), Lyonel Trouillot, Laurent Gaudé (tenant le micro). Conférence animée par Valérie Marin La Meslée

Lyonel Trouillot (né à Port-au-Prince, Haïti, le 31 décembre 1956) est un romancier et poète haïtien d'expressions créole et française. Il est également journaliste et professeur de littérature française et créole à Port-au-Prince. 

## Biographie
Lyonel Trouillot est issu d'une famille d'avocats. Il a un frère, Michel-Rolph Trouillot (anthropologue et historien) et deux sœurs, Jocelyne Trouillot (rectrice de l'université Caraïbe à Port-au-Prince et auteure de livres pédagogiques et de livres de littérature jeunesse, principalement en créole haïtien) et Évelyne Trouillot, écrivaine, poétesse et romancière. Son oncle Henock Trouillot était aussi un romancier et historien haïtien.
Lyonel Trouillot fait des études de droit, mais sa passion pour la littérature le pousse vers une carrière d'écrivain. A ses débuts, il collabore à différents journaux et revues d'Haïti, ou il donne beaucoup de poèmes, et écrit des chansons pour des artistes engagés comme Tambou Libète, Toto Bissainthe, Jean Coulanges ou Manno Charlemagne.
Lyonel Trouillot a commencé à publier à Port-au-Prince. Son premier roman Les fous de Saint-Antoine a paru en 1989 chez les Editions Deschamps. Il est préfacé par son maitre, René Philoctete. Sa deuxième publication, Le Livre de Marie est édité en 1993 par les Editions Mémoire, ainsi que son troisième roman, Rue des pas-perdus, repris à Paris chez Actes Sud en 1998. En 2000, Thérese en mille morceaux, paru chez Actes Sud, le fait connaitre dans le monde entier. Lyonel Trouillot aborde le registre de l'intimité et du sentimental tout en confirmant son engagement social. Son écriture poétique, proche du spiralisme, a séduit cet éditeur, qui accueille son oeuvre. La richesse de son talent et la profondeur de ses écrits le placent parmi les grands auteurs francophones. Avec son roman au titre hérité de Jacques Stephen Alexis  La Belle Amour humaine, il fit partie des quatre finalistes du prix Goncourt en 2011 – remporté cette année-là par Alexis Jenni pour L'Art français de la guerre. Ce livre lui a valu le Grand prix du roman métis. En 2013, il rend hommage au comédien haïtien Karl Marcel Casséus dans Parabole du failli.
Poète, romancier, nouvelliste, éditorialiste, dramaturge, scénariste, Lyonel Trouillot est codirecteur de la revue Cahiers du vendredi, cofondateur et directeur de l'Atelier Jeudi soir.
En 2016, lors d'un entretien donné au journal Libération à l'occasion de la publication de son roman Kannjawou, Lyonel Trouillot dénonce la mainmise des sectes religieuses évangélistes sur Haïti : « Les églises évangéliques sont la plus grande catastrophe morale qui est tombée sur Haïti. L’individu est de moins en moins un citoyen : il est un frère en Christ. Le discours qu’elles tiennent, c’est que l’homme est un loup pour l’homme. Ne fais pas confiance à ton voisin, ne te confie à personne. Le virage sectaire est inouï, leur conservatisme abominable. On l’a vu lors du tremblement de terre. L’écho que renvoyaient ces églises était : Vous n’avez pas suivi les voies du Seigneur, la punition céleste vous a cueilli. ».
Combattant au service de la démocratie dans son pays, résistant, communiste, son oeuvre donne la parole aux sans-voix, comme en témoigne le roman Bicentenaire, paru en 2004.
Lyonel Trouillot est aussi membre fondateur de Rasanbleman pou Diyite Ayiti (RADI), qui dénonce plusieurs actes de violences et d’inégalité sociale dans le pays. Son oeuvre, produite en créole et en français, est traduite en anglais et en allemand.

## Œuvres

### Romans
- Les Fous de Saint-Antoine: traversée rythmique. (préface par René Philoctète)  Port-au-Prince: Editions Deschamps, 1989; Pétion-Ville: C3 Éditions, 2013
- Le Livre de Marie. Port-au-Prince: Editions Mémoire, 1993.
- Rue des pas perdus, Arles, Actes Sud, 1998 [Ed. Mémoire, Port-au-Prince 1996]
- Thérèse en mille morceaux, Arles, Actes Sud, 2000.
- Les Enfants des héros, Arles, Actes Sud, 2002.
- Bicentenaire, Arles/Montréal, Actes Sud/ Leméac Éditeur, 2004
- L'Amour avant que j'oublie, Arles, Actes Sud/Leméac Éditeur, 2007.
- Yanvalou pour Charlie, Arles, Actes Sud, 2009 – Prix Wepler
- La Belle Amour humaine, Arles, Actes Sud, 2011 – Grand prix du roman métis 2011[6] ; Prix du Salon du livre de Genève 2012 ; Prix Gitanjali 2012.
- Parabole du failli, Arles, Actes Sud, 2013
- Kannjawou, Arles, Actes Sud, 2016, 198 pages, (ISBN 978-2-330-05875-3)[12],[13],[14]
- Ne m’appelle pas Capitaine, Arles, Actes Sud, 2018, 150 pages[15],[16],[17],[18]
- Antoine des Gommiers, Arles, Actes Sud, 2021, 208 pages  (ISBN 978-23301-4466-1)[19]
- Veilleuse du Calvaire, Arles, Actes Sud, 2023, 176 pages  (ISBN 978-2-330-18226-7)

### Poésie
- Depale, Editions de l'Association des Ecrivains Haitiens, 1979 (en collaboration avec Pierre Richard Narcisse).
- Éloge de la contemplation, Riveneuve, Paris, 2009.
- Le doux parfum des temps à venir, Acte-Sud, 2013
- C'est avec mains qu'on fait chansons, Le Temps des Cerises, 2015.

### Non fiction
- Haïti le dur devoir d'exister, avec Amélie Baron, Mémoire d'Encrier, Montréal, 2010
- Objectif : l'autre, Bruxelles, Belgique, André Versaille éditeur, 2012
- Dictionnaire de la rature, avec Geneviève de Maupeou et Alain Sancerni, Actes Sud, 2015

## Adaptation de son œuvre au cinéma
- 2015 : Port-au-Prince, Dimanche 4 janvier, film français de François Marthouret d'après Bicentenaire

## Prix et distinctions
- 2010 : Chevalier des Arts et des Lettres
- Prix Carbet des Institut du tout Monde, Martinique, 2013.
- Grand Prix du Roman métis 2011 pour La Belle Amour humaine, Actes Sud.
- 2016 : Son livre Kannjawou est à l'honneur à la troisième édition de Marathon du Livre.